# Otis Redding
Otis Ray Redding, Jr. (Dawson, Georgia, 9. rujna 1941. - Madison, Wisconsin, 10. prosinca 1967.), američki pjevač soula i skladatelj.

## Životopis
Otis Redding rođen je u gradiću Dawsonu, država Georgia. U 5. godini s obitelji seli u Macon, također u Georgiji.
Pjevati je počeo u zboru baptističke crkve, a kao tinejdžer postaje lokalna zvijezda nakon što je pobijedio 15 tjedana zaredom na tradicionalnom natjecanju talenata subotom ujutro u kazalištu Douglass.
Karijeru je počeo1960. godine kao dio osoblja Johnnyja Jenkinsa. Na jednom snimanju Johnnyjeve grupe, ostalo je još vremena, pa je Otis s njegovim sastavom snimio pjesmu "These Arms of Mine". Poslije je nizao hitove kao što su "Mr. Pitiful", "Respect" (kojeg je kasnije obradila kraljica soula Aretha Franklin), "I Can't Get No Satisfaction" (tekst su napisali Mick Jagger i Keith Richards iz Rolling Stonesa), i "I Can't Turn You Loose" (ulazna pjesma sastava The Blues Brothers).
Bio je sjajan glazbenik, a iako mu je karijera trajala od 1960. do 1967., snimio je osam albuma, a još šest je posmrtno objavio Atlantic Records. The Doors su ga obožavali, a i popularna kultura ga je opjevala
Otis Redding umro je u 26. godini kada se njegov zrakoplov srušio u jezero Monona blizu Madisona u Wisconsinu.
Pokopan je na svom ranču 37 kilometara sjeverno od Macona.
Uveden je u Skladateljsku kuću slavnih, dobio je poštansku marku, Grammy za životno djelo (posmrtno), a u Maconu mu je podignut spomenik.

## Diskografija (izbor)

### Studijski albumi
- Pain in My Heart (1964.)
- The Great Otis Redding Sings Soul Ballads (1965.)
- Otis Blue: Otis Redding Sings Soul (1965.)
- The Soul Album (1966.)
- Complete & Unbelievable: The Otis Redding Dictionary of Soul (1966.)
- King & Queen (1967.)

### Posmrtno objavljeni studijski albumi
- The Dock of the Bay (1968.)
- The Immortal Otis Redding (1968.)
- Love Man (1969.)
- Tell the Truth (1970.)

## Vanjske poveznice

### Sestrinski projekti
|  | Zajednički poslužitelj ima još gradiva o temi Otis Redding |

### Mrežna sjedišta
- Otis Redding – službene stranice (engl.)
- All Music.com – Otis Redding (engl.) (životopis, diskografija)
- Discogs.com – Otis Redding (engl.) (diskografija)
- Find a Grave.com – Otis Redding (engl.) (životopis)